# Berkelium(IV)-fluorid
Berkelium(IV)-fluorid ist ein Fluorid des künstlichen Elements und Actinoids Berkelium mit der Summenformel BkF4. In diesem Salz tritt Berkelium in der Oxidationsstufe +4 auf.

## Darstellung
Berkelium(IV)-fluorid lässt sich aus den Elementen bei Temperaturen von 400 °C und erhöhtem Druck darstellen.
{\displaystyle {\ce {Bk + 2 F2 -> BkF4}}}

## Eigenschaften
Berkelium(IV)-fluorid ist eine gelbgrüne Ionenverbindung bestehend aus Bk4+- und F−-Ionen. Es kristallisiert im monoklinen Kristallsystem in der Raumgruppe C2/c (Nr. 15) mit den Gitterparametern a = 1247 pm, b = 1058 pm und c = 817 pm mit β = 125,9° und zwölf Formeleinheiten pro Elementarzelle. Seine Kristallstruktur ist isotyp mit Uran(IV)-fluorid.
Durch β-Zerfall entsteht aus Berkelium(IV)-fluorid (249BkF4) das Californium(IV)-fluorid (249CfF4).